# یسکان تپه ۲
یسکان تپه ۲ مربوط به دوران پیش از تاریخ ایران باستان - دوران‌های تاریخی پس از اسلام است و در شهرستان آبیک، روستای قره قباد واقع شده و این اثر در تاریخ ۱۷ اسفند ۱۳۸۱ با شمارهٔ ثبت ۷۵۵۱ به‌عنوان یکی از آثار ملی ایران به ثبت رسیده است.